# 제3대 마운트배튼오브버마 백작 노턴 내치불
제3대 마운트배튼오브버마 백작 노턴 루이 필립 내치불(Norton Louis Philip Knatchbull, 3rd Earl Mountbatten of Burma, 1947년 10월 8일 ~ )은 영국의 귀족이다. 부친 브라본 남작 존 내치불 생애에는 롬지 경(Lord Romsey)으로 불리며 부친 사망 후 모친 패트리샤 생애까지는 브라본 경(The Lord Brabourne)으로 불렸다. 차기계승자는 마운트배튼오브버마의 아들 브라본 경 니콜라스 내치불(Nicholas Knatchbull, Lord Brabourne)이다.